# 8295 Toshifukushima
8295 Toshifukushima (1992 UN4) là một tiểu hành tinh vành đai chính được phát hiện ngày 16 tháng 10 năm 1992 bởi K. Endate và K. Watanabe ở Kitami.